# Ommata semiflammea
Ommata semiflammea är en skalbaggsart som beskrevs av Pierre Émile Gounelle 1911. Ommata semiflammea ingår i släktet Ommata och familjen långhorningar. Inga underarter finns listade i Catalogue of Life.